# Tour du Haut-Var 2012
La 44e édition de la course cycliste Tour du Haut-Var  a eu lieu du 18 au 19 février 2012. La compétition est classée 2.1 sur l'UCI Europe Tour 2012. Le tour du Haut-Var est remporté par le Britannique Jonathan Tiernan-Locke de l'équipe Endura Racing qui remporte également le classement par points tandis que l'Autrichien Georg Preidler (Type 1-Sanofi) remporte le classement de la montagne. Le Français Romain Hardy (Bretagne-Schuller) vainqueur de la première étape termine meilleur jeune et l'équipe Saur-Sojasun remporte le classement par équipes.

## Présentation de l'épreuve

### Organisation
Le Tour du Haut-Var est organisé par l'Olympique Cyclisme Centre Var Draguignan. Le président de club et directeur de la course est Serge Pascal.

### Parcours
Le parcours comprend deux étapes. La première étape plutôt plate comprend trois côtes de deuxième catégorie, la dernière à une cinquantaine de kilomètres. La seconde plus difficile comprend quatre difficultés répertoriées pour le classement du meilleur grimpeur (un col hors-catégorie, un col de première catégorie et deux cols de deuxième catégorie) et se termine au sommet du mur de Fayence.

### Participants
Les principaux favoris sont les Français Thomas Voeckler vainqueur de cette course deux fois sur trois depuis qu'elle se court en deux étapes en 2009 et 2011, son coéquipier Pierre Rolland (Europcar), Christophe Le Mével (Garmin-Barracuda), Thibaut Pinot (FDJ-BigMat), le Britannique Jonathan Tiernan-Locke (Endura Racing) vainqueur du classement général et deux étapes du Tour méditerranéen la semaine précédente, l'Italien Rinaldo Nocentini (AG2R La Mondiale) et le Suisse Michael Albasini (GreenEDGE).
Les outsiders sont les Français David Moncoutié (Cofidis), Julien Simon (Saur-Sojasun) et Julien El Fares (Type 1-Sanofi) ainsi que le Belge Philippe Gilbert (BMC Racing) pour qui cette course sert de préparation pour la suite de sa saison.
Quelques sprinteurs ont également fait le déplacement dans l'espoir de se disputer la victoire dans l'étape du samedi. Ainsi le Norvégien Thor Hushovd (BMC Racing), le Français Romain Feillu (Vacansoleil-DCM) et le Slovène Borut Božič (Astana) sont au départ du Tour du Haut-Var.

### Équipes présentes
Classé en catégorie 2.1 de l'UCI Europe Tour, le Tour du Haut-Var est par conséquent ouvert aux UCI ProTeams dans la limite de 50 % des équipes participantes, aux équipes continentales professionnelles, aux équipes continentales et à des équipes nationales.
Vingt-deux équipes prennent part à la course : 9 UCI ProTeams, 8 équipes continentales professionnelles et 5 équipes continentales. Les dix équipes professionnelles françaises sont présentes.
| N.      | Équipe                        |
| ------- | ----------------------------- |
| 1-8     | Europcar                      |
| 11-18   | Garmin-Barracuda              |
| 21-28   | AG2R La Mondiale              |
| 31-38   | FDJ-BigMat                    |
| 41-48   | BMC Racing                    |
| 51-58   | Vacansoleil-DCM               |
| 61-68   | Astana                        |
| 71-78   | GreenEDGE                     |
| 81-88   | Saxo Bank                     |
| 91-98   | Type 1-Sanofi                 |
| 101-108 | Accent Jobs-Willems Veranda's |

| N.      | Équipe                  |
| ------- | ----------------------- |
| 111-118 | Cofidis                 |
| 121-128 | Saur-Sojasun            |
| 131-137 | Project 1t4i            |
| 141-148 | Bretagne-Schuller       |
| 152-158 | Roubaix Lille Métropole |
| 161-168 | Endura Racing           |
| 171-178 | SpiderTech-C10          |
| 181-188 | Auber 93                |
| 191-198 | Véranda Rideau-Super U  |
| 201-208 | La Pomme Marseille      |
| 211-218 | Movistar                |

## Classement des étapes
| Détail    | Date       | Villes étapes                | km    | Vainqueur d'étape      | Leader du classement général |
| 1re étape | 19 février | Draguignan - La Croix-Valmer | 189,2 | Romain Hardy           | Romain Hardy                 |
| 2e étape  | 20 février | Fréjus - Fayence             | 205,4 | Jonathan Tiernan-Locke | Jonathan Tiernan-Locke       |

## Les étapes

### 1reétape
|   | Coureur                | Pays        | Équipe             |    | Temps           |
| - | ---------------------- | ----------- | ------------------ | -- | --------------- |
| 1 | Romain Hardy           | France      | Bretagne-Schuller  | en | 4 h 47 min 10 s |
| 2 | Clément Koretzky       | France      | La Pomme Marseille | +  | 0 s             |
| 3 | Jonathan Tiernan-Locke | Royaume-Uni | Endura Racing      |    | 6 s             |

|   | Coureur                | Pays        | Équipe             |    | Temps           |
| - | ---------------------- | ----------- | ------------------ | -- | --------------- |
| 1 | Romain Hardy           | France      | Bretagne-Schuller  | en | 4 h 47 min 10 s |
| 2 | Clément Koretzky       | France      | La Pomme Marseille | +  | 0 s             |
| 3 | Jonathan Tiernan-Locke | Royaume-Uni | Endura Racing      |    | 6 s             |

### 2eétape
|   | Coureur                | Pays        | Équipe        |    | Temps           |
| - | ---------------------- | ----------- | ------------- | -- | --------------- |
| 1 | Jonathan Tiernan-Locke | Royaume-Uni | Endura Racing | en | 5 h 23 min 13 s |
| 2 | Julien El Fares        | France      | Type 1-Sanofi | +  | 1 s             |
| 3 | Julien Simon           | France      | Saur-Sojasun  |    | 4 s             |

|   | Coureur                | Pays        | Équipe        |    | Temps            |
| - | ---------------------- | ----------- | ------------- | -- | ---------------- |
| 1 | Jonathan Tiernan-Locke | Royaume-Uni | Endura Racing | en | 10 h 10 min 29 s |
| 2 | Julien El Fares        | France      | Type 1-Sanofi | +  | 6 s              |
| 3 | Julien Simon           | France      | Saur-Sojasun  |    | 9 s              |

## Classement final
|    | Coureur                | Pays        | Équipe            |    | Temps            |
| -- | ---------------------- | ----------- | ----------------- | -- | ---------------- |
| 1  | Jonathan Tiernan-Locke | Royaume-Uni | Endura Racing     | en | 10 h 10 min 29 s |
| 2  | Julien El Fares        | France      | Type 1-Sanofi     | +  | 06 s             |
| 3  | Julien Simon           | France      | Saur-Sojasun      |    | 09 s             |
| 4  | Romain Hardy           | France      | Bretagne-Schuller |    | 13 s             |
| 5  | Simon Clarke           | Australie   | GreenEDGE         |    | 18 s             |
| 6  | Jonathan Hivert        | France      | Saur-Sojasun      |    | 20 s             |
| 7  | Christophe Le Mével    | France      | Garmin-Barracuda  |    | 24 s             |
| 8  | Maxime Bouet           | France      | AG2R La Mondiale  |    | 28 s             |
| 9  | Fredrik Kessiakoff     | Suède       | Astana            |    | m.t              |
| 10 | Pierrick Fédrigo       | France      | FDJ-BigMat        |    | m.t              |

## Évolutions des classements
| Étape            | Vainqueur              | Classement général     | Classement par points  | Classement de la montagne | Classement du meilleur jeune | Classement par équipes |
| ---------------- | ---------------------- | ---------------------- | ---------------------- | ------------------------- | ---------------------------- | ---------------------- |
| 1                | Romain Hardy           | Romain Hardy           | Romain Hardy           | Clément Koretzky          | Romain Hardy                 | Bretagne-Schuller      |
| 2                | Jonathan Tiernan-Locke | Jonathan Tiernan-Locke | Jonathan Tiernan-Locke | Georg Preidler            | Romain Hardy                 | Saur-Sojasun           |
| Classement final | Classement final       | Jonathan Tiernan-Locke | Jonathan Tiernan-Locke | Georg Preidler            | Romain Hardy                 | Saur-Sojasun           |